# Marco Pagnini
Marco Pagnini (Follonica, 13 febbraio 1989) è un hockeista su pista italiano.

## Carriera

### Statistiche
| Stagione  | Squadra         | Campionato naz. | Campionato naz. | Coppe nazionali | Coppe nazionali | Supercoppe naz. | Supercoppe naz. | Coppe continen. | Coppe continen. |
| Stagione  | Squadra         | Comp            | Piaz            | Comp            | Piaz            | Comp            | Piaz            | Comp            | Piaz            |
| --------- | --------------- | --------------- | --------------- | --------------- | --------------- | --------------- | --------------- | --------------- | --------------- |
| 2007-2008 | Follonica       | A1              | Campione        | CI              | Vittoria        | SI              | F               | Eurol.          | FG              |
| 2008-2009 | Follonica       | A1              | 1° - F          | CI              | Vittoria        | SI              | Vittoria        | Eurol.          | QF              |
| 2009-2010 | Forte dei Marmi | A1              | 12°             | CI              | ?               | -               | -               | -               | -               |
| 2010-2011 | Forte dei Marmi | A1              | 9°              | CI              | QF              | -               | -               | -               | -               |
| 2011-2012 | Forte dei Marmi | A1              | 6° - SF         | CI              | SF              | -               | -               | Cers            | OF              |
| 2012-2013 | Forte dei Marmi | A1              | 5° - SF         | CI              | SF              | -               | -               | Cers            | QF              |
| 2013-2014 | Forte dei Marmi | A1              | Campione        | CI              | SF              | -               | -               | Cers            | SF              |
| 2014-2015 | Forte dei Marmi | A1              | Campione        | CI              | SF              | SI              | Vittoria        | Eurol.          | QF              |
| 2015-2016 | Forte dei Marmi | A1              | Campione        | CI              | QF              | SI              | F               | Eurol.          | SF              |
| 2016-2017 | Forte dei Marmi | A1              | 1° - F          | CI              | Vittoria        | SI              | F               | Eurol.          | QF              |
| 2017-2018 | Forte dei Marmi | A1              | 2° - F          | CI              | F               | SI              | Vittoria        | Eurol.          | FG              |
| 2018-2019 | Follonica       | A1              |                 | -               | -               | SI              | F               | Eurol.          |                 |

Legenda:
FG: Eliminato alla fase a gironi.
OF: Eliminato agli ottavi di finale.
QF: Eliminato ai quarti di finale.
SF: Eliminato in semifinale.
F: Finalista.

## Palmarès

### Giocatore

#### Club

##### Titoli nazionali
- Campionato italiano: 4

Follonica: 2007-2008
Forte dei Marmi: 2013-2014, 2014-2015, 2015-2016
- Coppa Italia: 3

Follonica: 2007-2008, 2008-2009
Forte dei Marmi: 2016-2017
- Supercoppa italiana: 4

Follonica: 2008, 2024
Forte dei Marmi: 2014, 2017